# 內閣總理大臣
內閣總理大臣（日语：／ Naikaku sōri daijin）是日本最高行政首長，主要職責為領導內閣的運作，主持內閣會議、皇室會議，以及代表內閣向國會提出施政報告，領導自衛隊。其須擁有文民及國會議員身分，經國會選出後再交由天皇任命。日本國外常冠國名稱為日本首相，有時稱日本總理大臣；在日本則簡稱為總理大臣（／ Sōri daijin ?）、總理（／ Sōri ?）、首相（／ Shushō ?）、宰相（／ Saishō ?）等，尊稱「閣下」。現任內閣總理大臣是石破茂，在2024年10月1日上任。
部份人認為內閣總理大臣自1885年（明治18年）職位设立以来，容易產生任期不長、甚至短至數月便下台的情況，進而造成日本政府推動的政策出現不穩定甚至自相矛盾的情況。

## 概述

### 創設之初
日本設置內閣總理大臣之職位，是在1885年明治維新期間隨著內閣制度的創立而開始的，以取代過往在律令制中執掌國家行政權的太政大臣（正/從一位宰相職務，三公之首），比日本第一部現代憲法《大日本帝國憲法》（明治憲法）施行時間1890年11月29日還早，第一任為1885年12月22日就任的伊藤博文。
事實上，《大日本帝國憲法》並沒有明文設置「內閣總理大臣」這個官職，僅設置「國務大臣」，即內閣閣員；內閣總理大臣職務的法源依據，則是來自先後於1885年及1889年頒布的《內閣職權》與《內閣官制》，後者便規定內閣總理大臣為「各（國務）大臣之首領」，主要功能為統合整個內閣，但也僅有「同輩者之首」的地位，在法律上對於其他國務大臣沒有任免權。如果內閣成員間發生意見分歧導致國政無法推行，只能走向總辭一途。由於當時的法律同時規定軍部大臣（陸軍與海軍大臣）必須由現役軍人擔任，導致軍部可以此干預內閣總理大臣、乃至於整個內閣的人事權，這種現象在昭和初期日本法西斯主義抬頭後尤其明顯。

### 明治憲法情形

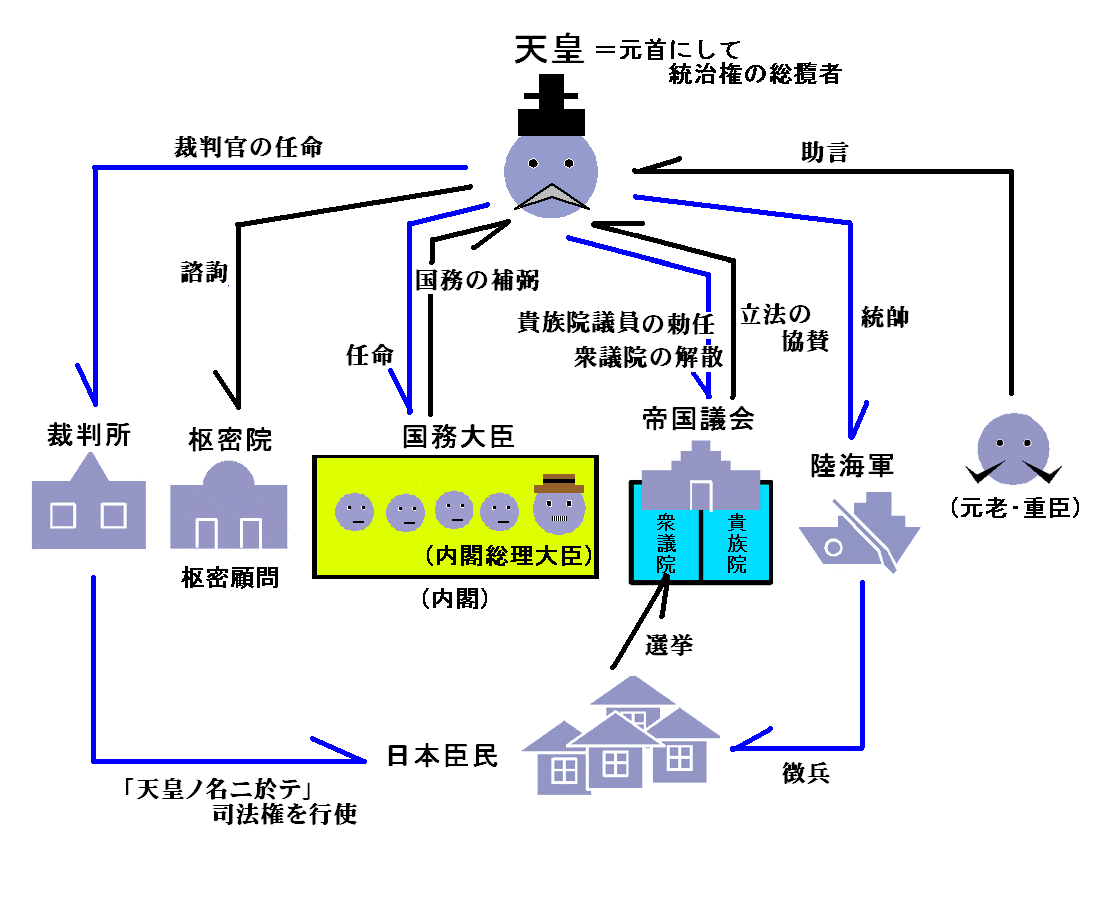
帝国宪法下的统治机构图。带括号的是宪法中没有规定的机构

在《大日本帝國憲法》的體制下，內閣總理大臣是由天皇親自任命的（此方式稱為「大命降下」），但因不是憲法規定的職位，其任命方式曾因時局變遷而多次改變。最初是由元老向天皇薦舉，因而常由推翻江戶幕府的明治维新有功人員出任；直到大正民主時期，在當時自由民主浪潮的氛圍下，則多由眾議院多數黨的黨首出任，此慣例被稱為「憲政之常道」；進入昭和時代後，隨著日本逐漸進入戰時體制、以及最後一位元老西園寺公望的逝世，改為由內大臣召集的「重臣會議」舉薦，又轉變成現役軍人或軍部相關人士出任的局面。
根據《大日本帝國憲法》，政治實權掌握在天皇手上，而天皇又被視為祖神的象徵，但實際上政府的權力掌握在軍部和內閣，因此內閣總理大臣變成「有責無權」的情形，在大日本帝國時代的內閣任期反而並不穩定。

### 現行憲法情形
第二次世界大戰後，盟軍佔領日本，在駐日盟軍總司令部訓政指導下，重新制憲，《大日本帝國憲法》被現行的《日本國憲法》取代，內閣總理大臣的職務才連同整個內閣組織列入憲法之中。在以議會制君主立憲制為基礎的新憲法中，內閣總理大臣被賦予許多舊憲法時代沒有的政治權力，例如可在不需要天皇或國會的同意下自行任免國務大臣，使其握有實權、而真正成為國家的最高行政首長。首位依據《日本國憲法》就任的內閣總理大臣，為1947年5月24日上任的時任日本社會黨委員長片山哲。

## 職位變更形式

### 選出與就職
根據《日本國憲法》規定，內閣總理大臣由國會議員在參眾兩院議員中提名人選，並召開聯席會議以進行表決，再由天皇進行形式上的任命。該聯席會議的正式名稱為「內閣總理大臣指名選舉」，通稱為「首班指名」。為了避免戰前軍政府的狀況重演，根据《日本国宪法》第66条第2项，內閣總理大臣必須由文民（非武裝人員）擔任；但法條對「文民」沒有明確定義，通常被認為是指未曾在舊日本軍服役、或是不具備現役軍人（現指在自衛隊服役）身分者。
内阁总理大臣通过间接选举产生，即从國會議員中選出，因此多由國會多數黨或是聯合政府成員政黨的黨首出任。特別的是，因為眾議院較具民意代表性，故《日本國憲法》施行以來的內閣總理大臣，均由眾議院議員來出任，這已形成一種憲政慣例。
《日本國憲法》虽然有规定内阁总理大臣的产生程序，却没明确规定其任期，但是這不代表其能長期執政，各党的党章均對党首任期有所规定，因而等同間接規範內閣總理大臣的任期；例如從創黨以來長期維持一党独大局面的自民党，就规定党总裁3年一任，原则上只能连任2次（最多9年）。而且加上國會議員的任期限制，也間接規範內閣總理大臣的擔任時間。自1976年以來，歷屆眾議院均會提前解散。總體來說也沒有任期太長的狀況，反而常出現壓力太大而頻繁更換領導人的問題。
- 菅义伟在首相提名选举中投票（2020年9月16日众议院全体会议）
- 鸠山由纪夫获得首相提名后鞠躬（2009年9月16日众议院全体会议）
- 安倍晋三被明仁天皇任命为首相（2012年12月26日，皇居）
- 竹下登就任首相。中央是明仁皇太子的御名玉玺（日语：御名御璽）（因裕仁天皇养病而临时代行国事），左边是前首相中曾根康弘的签名。

### 卸任與解職
內閣總理大臣的擔任時間與其擔任政黨的黨首時間相同。當所屬執政黨選出新的黨首，新的黨首將會成為新的內閣總理大臣。原內閣總理大臣將會召開最後一次會議然後宣佈內閣總辭。之後國會將會舉行特別會議舉行內閣總理大臣指名選舉，先由眾議院投票，再由參議院投票，若眾議院和參議院的選舉結果不同，則以眾議院的選舉結果作為最終結果。新的內閣總理大臣當選後，將前往皇居接受天皇任命，天皇會先接受原內閣總理大臣的辭呈，再任命新的內閣總理大臣及其提名的大臣人選。任命後，新的內閣總理大臣將會領導新內閣前往總理大臣官邸合影。

## 權責
根据《日本国宪法》以及其他法令，内阁总理大臣的权利和义务规定如下：
- 组织内閣，任命并任意罢免国务大臣（《日本国宪法》第68條）
- 允许对在任国务大臣起诉（《日本国宪法》第75條）
- 代表内阁向國會提出议案（《日本国宪法》第72條）
- 代表内阁向國會报告一般国内事务与外交关系（《日本国宪法》第72條）
- 代表内阁指挥监督各个行政部门（《日本国宪法》第72條）
- 与专职国务大臣共同签署法律及政令（《日本国宪法》第74條）
- 主持内阁会议（《内阁法》第4條第2项）
- 指定内阁总理大臣及专职国务大臣的代理人（《内阁法》第9条、10條）
- 擔任皇室會議（日语：皇室会議）議長（《皇室典範》第29条、33条）
- 發佈緊急命令（《警察法》第71條）
- 執掌自衛隊的最高指揮監督權（《自衛隊法》第7條）
- 在間接侵略（日语：間接侵略）或其他緊急狀態，一般警察不可能維持治安時，命令自衛隊出動維持治安（《自衛隊法》第78條）
- 中央選舉管理會委員之任命及罷免（《公職選舉法》第5條之2）
- 日本放送協會經營委員會委員之任命（《放送法》第16條）

## 徽章与旗帜

內閣總理大臣紋章「五七桐花紋」，亦為日本政府之代表徽章
日本內閣總理大臣所用的紋章
日本自衛隊使用的内閣總理大臣代表旗

## 官邸与出行

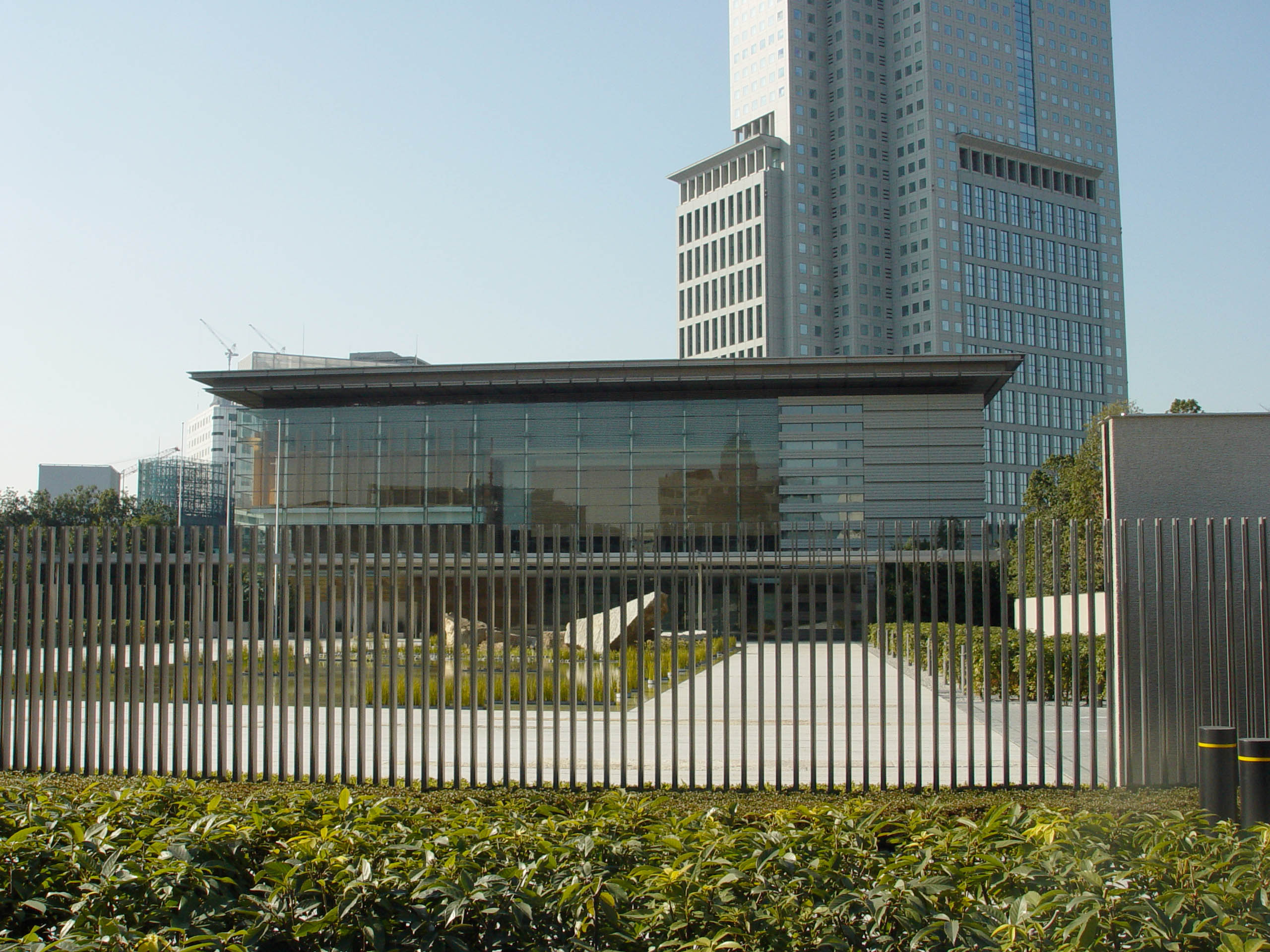
第三代內閣總理大臣官邸，於2002年落成
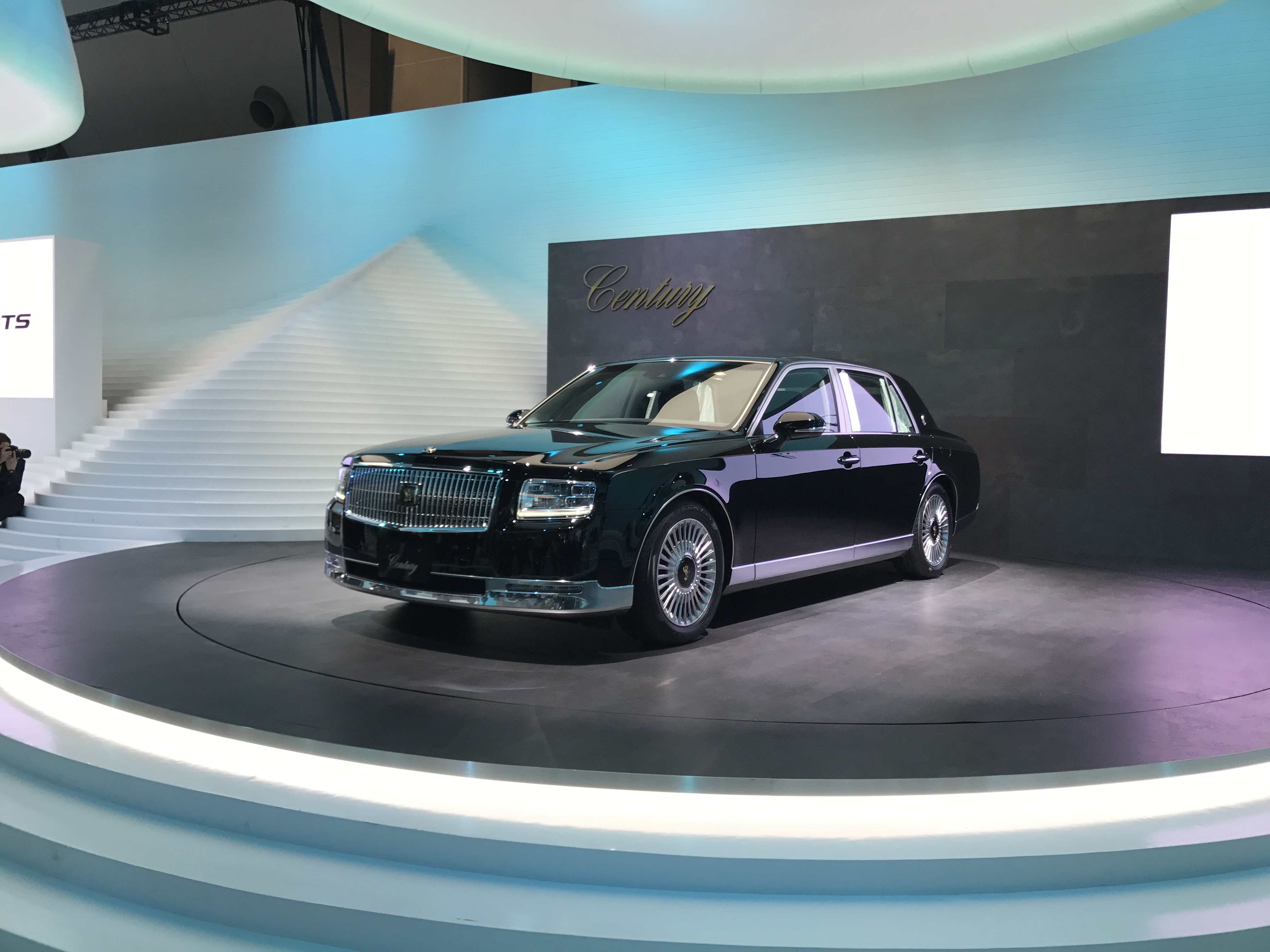
內閣總理大臣專用車（日语：内閣総理大臣専用車），型號為Toyota Century。
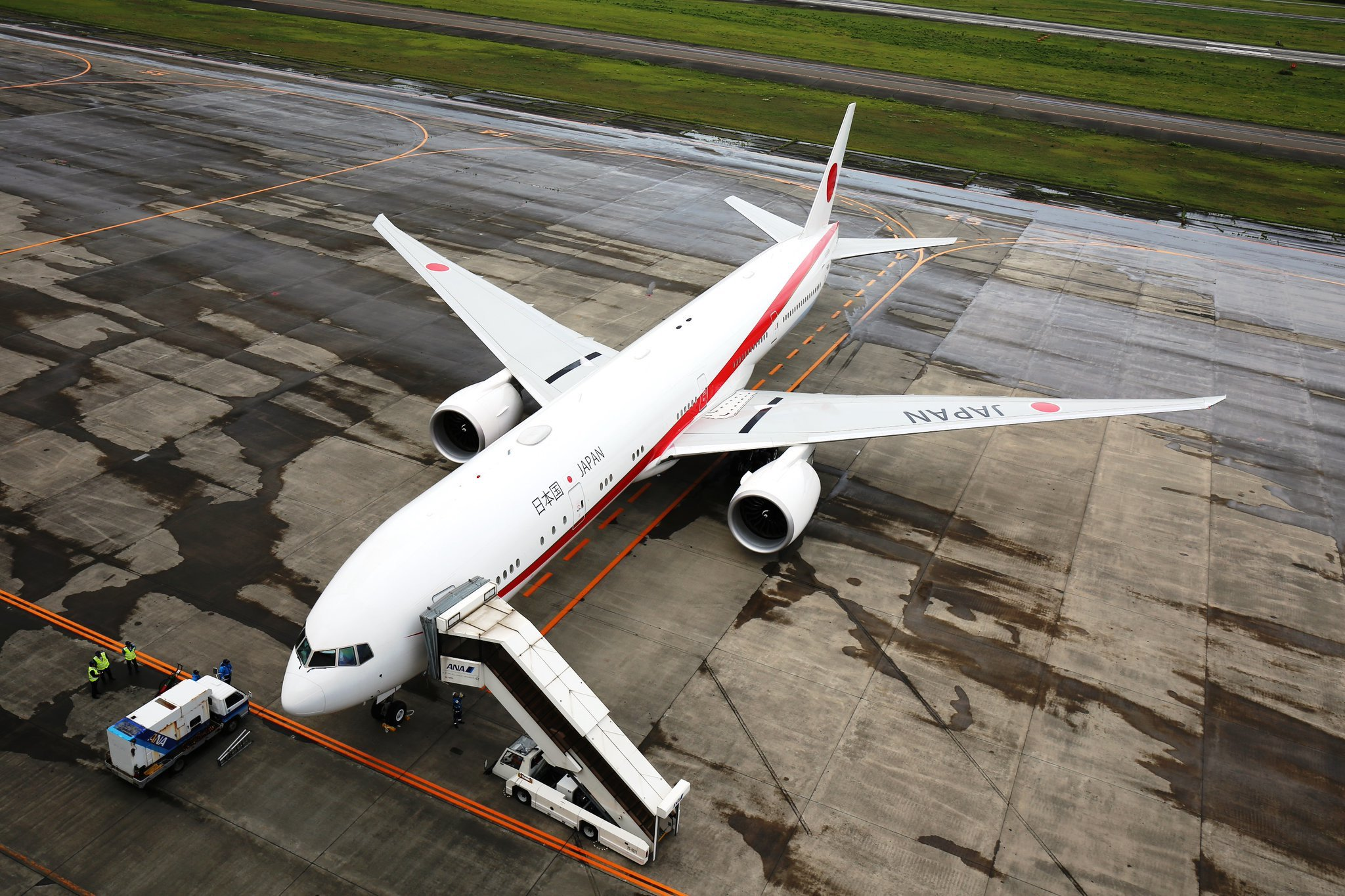
日本国政府专用机，綽號為飞行的首相官邸

### 內閣總理大臣官邸
內閣總理大臣官邸（首相官邸）24小時工作，緊急事態發生時，内阁情报调查室（CIRO）的內閣情報集約中心收到速報，並向內閣危機管理監、內閣官房副長官補（事態處理、危機管理）、危機管理審議官報告，接受指令。
5層爲最上層，是內閣總理大臣、副總理、內閣官房長官、内阁官房副长官辦公室，4層是閣議室、內閣辦公室、特別接待室，這兩層職能集中體現爲辦公。3層是辦事處和玄關大廳，2層是接待廳和貴賓室。1層是記者會見室和記者俱樂部等宣傳設施。地下層是危機管理中心。

### 政府专用机
- 日本国政府正式名稱：「日本国政府专用机」。
- 航空自衛隊內部正式名稱：「特別輸送機」

## 外部連結
- 首相官邸 （页面存档备份，存于） （日語）（英文）（简体中文）
- 內閣府 （页面存档备份，存于） （日語）（英文）
- 歴代内閣閣僚事典